# Andrzej Zawada (Literaturhistoriker)
Andrzej Zawada (* 28. September 1948 in Wieluń) ist ein polnischer Literaturhistoriker, Literaturkritiker, Essayist und Professor an der Universität Breslau, der sich hauptsächlich mit der polnischen Literatur des 20. Jahrhunderts beschäftigt.

## Leben
Zawada wurde in Wieluń geboren und lebt seit 1966 in Breslau, wo er 1971 sein Studium der Polonistik absolvierte. 1967 debütierte er in der Literaturzeitschrift Agora. Von 1978 bis 1980 arbeitete er an den Universitäten Åbo Akademi und Universität Turku. Seit den 1970er Jahren arbeitet er mit dem Sender Polskie Radio zusammen, für den er Literatursendungen, Feuilletons und Hörspiele redigierte. Von 1980 bis 1990 war er Redaktionsmitglied der Zweimonatsschrift Literatura Ludowa. 1993 war er an der Reichsuniversität Groningen tätig. Von 1996 bis 2005 redigierte er die Serie Biblioteka Narodowa. Von 1999 bis 2006 war er zudem Mitglied des Komitet Nauk o Literaturze PAN und von 1999 bis 2008 Vorsitzender des Programmrats des Polskie Radio Wrocław. Von 2006 bis 2016 war er Jurymitglied des Mitteleuropäischen Literaturpreises Angelus. Von 2016 bis 2021 war er Juryvorsitzender des Breslauer Lyrikpreises Silesius.

## Publikationen

### Monografien
- Gra w ludowa, 1983
- Wszystko pokruszone, 1985
- Jarosław Iwaszkiewicz, 1994
- Dwudziestolecie literackie, 1995
- Miłosz, 1996
- Bresław, 1996
- Dziecię nomoadów. Wiersze i uwagi, 1998
- Literatura XX wieku, 1999, zusammen mit Joanna Pyszny
- Mit czy świadectwo? Szkice literackie, 2000
- Literackie półwiecze 1939–1989, 2001
- Murzynek, 2001
- Dolny Śląsk, ziemia spotkania, 2002
  - Niederschlesien. Land der Begegnung, 2005, übersetzt von Hans-Joachim Althaus
- Pochwała prowincji, 2009
- Jak zostać pisarzem. Pierwszy polski podręcznik dla autorów, 2011
- Oset, pokrzywa. Szkice literackie, 2001
- Drugi Bresław, 2014

### Übersetzungen
- Sirkka Turkka: Śnieg z deszczem, 1991